# Рыжеспинные лессонии
Рыжеспинные лессонии (лат. Lessonia) — род воробьиных птиц из семейства Тиранновые.

## Список видов
- Lessonia oreas (P.L.Sclater et Salvin, 1869)
- Рыжеспинная лессония Lessonia rufa (Gmelin, 1789)

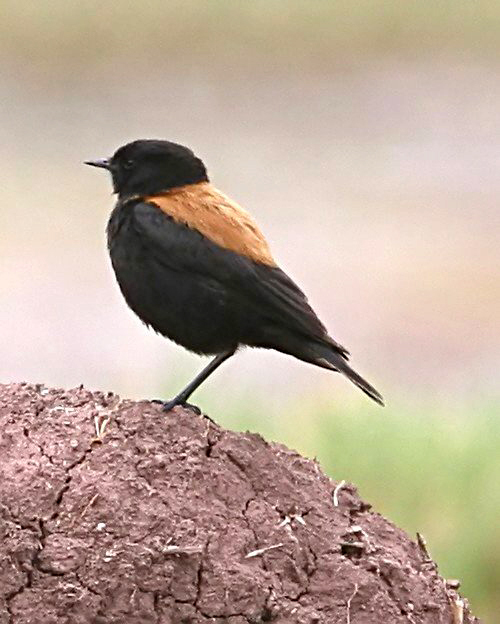
Lessonia oreas